# Стрецький Олександр Сергійович
Олександр Сергійович Стрецький (5 червня 1986, Дніпропетровськ) — український боксер-любитель, бронзовий призер чемпіонату Європи 2006 року, учасник Олімпійських ігор 2008 (зайняв 9 місце) у напівсередній ваговій категорії.
На цей час є представником боксерського клубу «Українські отамани», що бере участь у змаганнях під егідою WSB.